# Francisco José Contreras

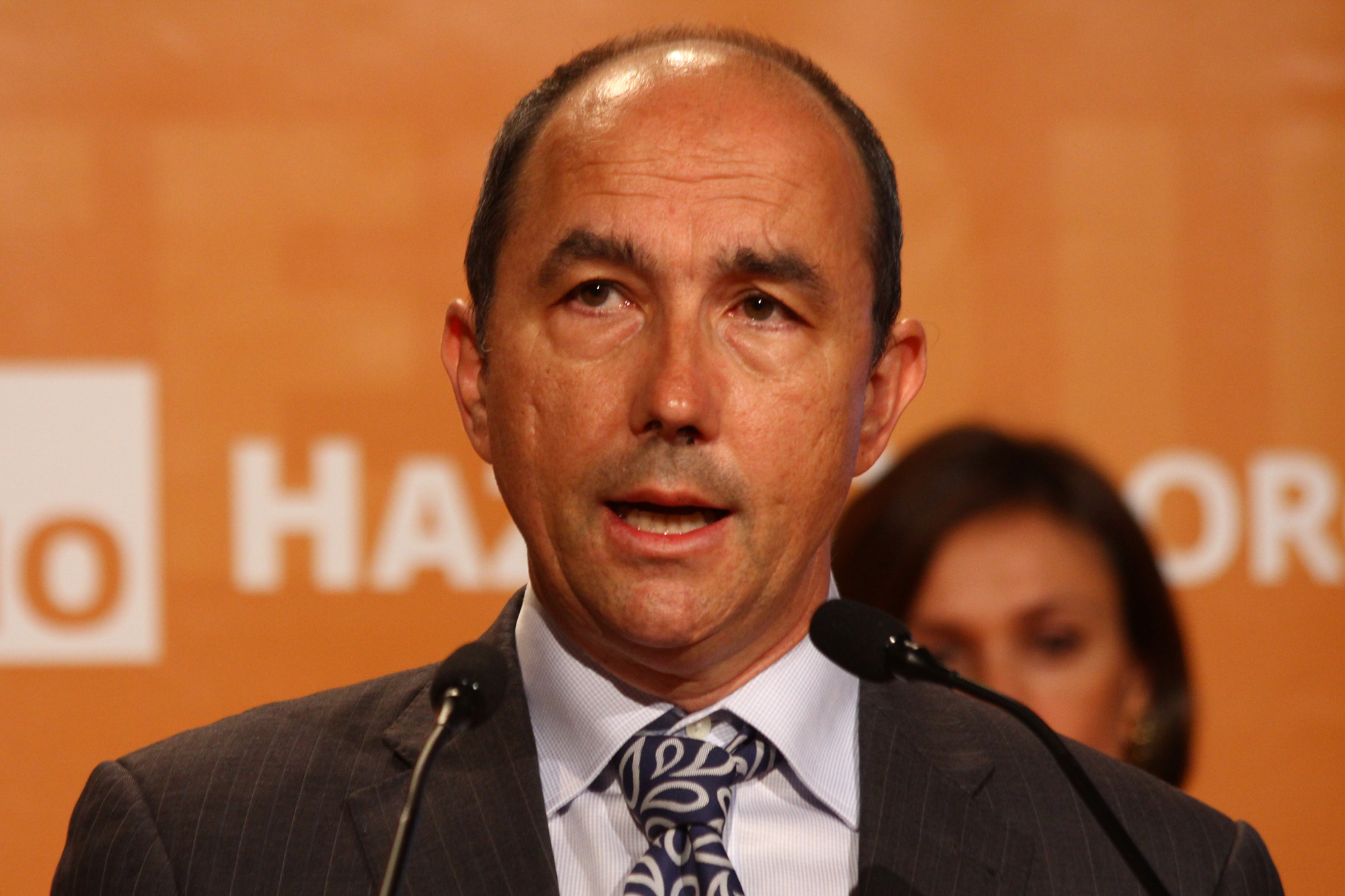
Francisco José Contreras

Francisco José Contreras Peláez (* 17. Februar 1964 in Sevilla) ist ein spanischer Jurist, Universitätsprofessor für Rechtsphilosophie an der Universität Sevilla und Mitglied der Cortes Generales.

## Akademische Laufbahn
Er promovierte in Jura an der Universität Sevilla, wo er seit 2007 die Position des Professors für den Wissensbereich "Rechtsphilosophie" innehat.
Seine wissenschaftlichen Arbeiten konzentrieren sich auf Themen der Geschichte der Rechtsphilosophie (hervorzuheben sind seine Bücher über Kant, Herder oder Savigny), der Gerechtigkeitstheorie und der politischen Philosophie. Er ist Mitautor des Buches gegen das Gesetz zur historischen Erinnerung mit dem Titel "Historische Erinnerung", Bedrohung für den Frieden in Europa, herausgegeben von der Fraktion der Europäischen Konservativen und Reformisten des Europäischen Parlaments, in der Vox mitwirkt, und an der auch Hermann Tertsch, Pedro Carlos González Cuevas, Stanley G. Payne, Fernando Sánchez Dragó, Angel David Martín Rubio, Alfonso Ussía, Jesús Lainz, Luis Togores, Miguel Platón, Javier Barraycoa, Alberto Bárcena Pérez, José Manuel Otero Novas, Jesús Palacios Tapias und Pedro Fernández Barbadillo.

## Politische Karriere
Contreras ist Mitglied der Partei Vox. Er ist Teil ihres Exekutivkomitees in Sevilla und war, zusammen mit Javier Ortega Smith und Rafael Bardají, ein Unterhändler in den Pakten zur Bildung der Autonomen Regierung von Andalusien. Bei den Generalwahlen 2019 gewann er ein Mandat für den Wahlkreis Sevilla.
Am 17. Mai 2021 wurde er auf Twitter für zwölf Stunden gesperrt, weil er geschrieben hatte, dass Männer nicht schwanger werden können. Dies wurde wegen der transgender-exkludierenden Ansichten, so wie der Exklusion des non-binären Seins, von Twitter als Hasssprache angesehen.